# Mezinárodní elektrotechnická komise
Mezinárodní elektrotechnická komise (IEC, anglicky International Electrotechnical Commission, francouzsky Commission électrotechnique internationale CEI), je světová organizace založená roku 1906, která vypracovává a publikuje mezinárodní normy pro elektrotechniku, elektroniku, sdělovací techniku a příbuzné obory.
Jejím posláním je propagovat a podporovat mezinárodní spolupráci v otázkách normalizace elektrotechniky a příbuzných oborů. Existence mezinárodních norem přispívá k omezování obchodních bariér, což vede k otvírání nových trhů a podpoře hospodářského růstu. Normy IEC by měly přispívat k bezpečnosti, ochraně zdraví a životního prostředí.

## Historie
Mezinárodní elektrotechnická komise IEC byla založena 26. června 1906.
Ústřední kancelář IEC sídlila původně v Londýně. V roce 1948 se přestěhovala do Ženevy (Švýcarsko), kde sídlí dodnes. IEC má regionální centra v Asii (Singapore), Jižní (São Paulo, Brazílie) a Severní Americe (Boston, USA).
IEC navrhla systém měr a vah, na základě kterého byla vytvořena mezinárodní soustava jednotek SI.
Od roku 1938 IEC udržuje vícejazyčný slovník elektrotechnických termínů, jehož účelem bylo sjednotit terminologii v oboru.

## Příprava norem
Technickou práci v IEC provádí asi 200 technických komisí a subkomisí a asi 700 pracovních skupin. Technické komise ve své působnosti vypracovávají technické dokumenty se specifickým zaměřením a ty se potom předkládají národním komitétům (členům IEC) k hlasování s cílem jejich schválení jako mezinárodní normy. Celkově se na technické práci IEC podílí asi 10 000 odborníků na celém světě.
Normy IEC mají čísla v rozsahu 60000–79999 a názvy tvaru IEC 60417: Graphical symbols for use on equipment. Množství starších IEC norem bylo v roce 1997 přečíslováno přičtením 60000, takže např. původní norma IEC 27 má nyní označení IEC 60027.
IEC úzce spolupracuje s Mezinárodní organizací pro normalizaci (ISO) a s Mezinárodní telekomunikační unií (ITU). Kromě toho spolupracuje s několika významnými standardizačními organizacemi, jako je IEEE, se kterými v roce 2002 podepsala smlouvu o spolupráci, která byla doplněna v roce 2008, aby zahrnovala společné vývojové práce.
Normy vytvořené v součinnosti s ISO, jako ISO/IEC 26300, Open Document Format for Office Applications (OpenDocument) v1.0 nesou v označení zkratku obou organizací. Označení ISO/IEC nesou publikace vytvořené Technickým výborem ISO/IEC Joint Technical Committee 1 pro informační technologie, stejně jako normy vytvořené „Komisí pro posuzování shody“ ISO CASCO. Ostatní normy vytvořené ve spolupráci mezi IEC a ISO mají čísla v sérii 80000, například IEC 82045-1.
Normy série 60000 vycházející z evropských norem mohou mít také označení začínající EN. Například IEC 60034 je také EN 60034.
Jako IEC normy jsou také přebírány harmonizované normy vytvořené jinými standardizačními organizacemi jako je BSI (Spojené království), CSA (Kanada), UL & ANSI/INCITS (USA), SABS (Jižní Afrika), SAI (Austrálie), SPC/GB (Čína) a DIN (Německo). Normy IEC harmonizované jinými standardizačními organizacemi se mohou odlišovat od původních norem.

## Členství

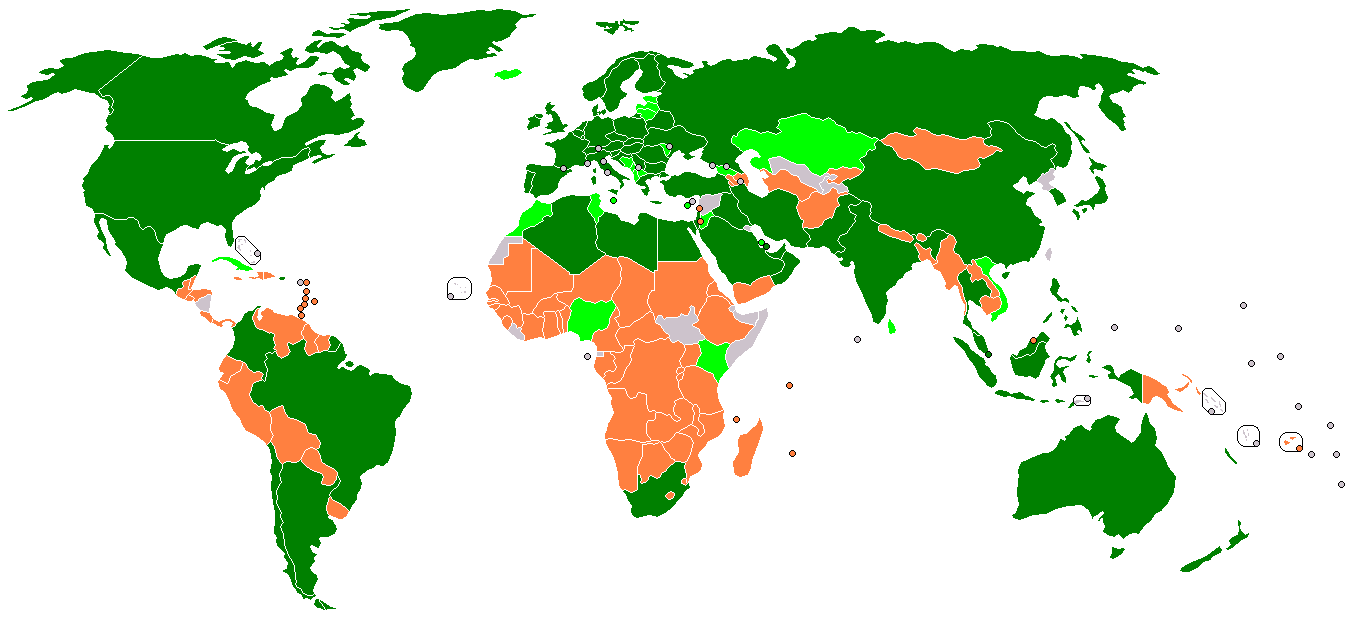
plné členství
přidružené členství
účastníci Affiliate Country Programme

V současnosti má IEC 82 členských států (mezi které patří i Česká republika) a dalších 82 států má přidružené členství (Affiliate Country Programme).
Členy IEC jsou národní komitéty (anglicky national committees), které reprezentují své národní zájmy v oboru (měly by reprezentovat výrobce, poskytovatele, distributory, spotřebitele, uživatele, státní agentury, profesní organizace a národní standardizační organizace).